# Municipio Nicolás Ruiz
Koordinaten: 16° 26′ 0″ N, 92° 36′ 0″ W
Nicolás Ruiz ist ein Municipio im mexikanischen Bundesstaat Chiapas. Das Municipio hat gut 4.000 Einwohner und eine Fläche von 29,6 km². Verwaltungssitz und größter Ort des Municipios ist das gleichnamige Nicolás Ruiz.
Der Name ehrt Nicolás Ruiz Maldonado, einen ehemaligen Gouverneur von Chiapas.

## Geographie
Das Municipio Nicolás Ruiz liegt im Zentrum des mexikanischen Bundesstaats Chiapas auf Höhen zwischen 500 m und 1000 m. Es zählt zur Gänze zur physiographischen Provinz der Sierra Madre de Chiapas und vollständig in der hydrologischen Region Grijalva-Usumacinta. Die Geologie des Municipios wird zu 83 % von schluffigem Sandstein bestimmt bei 7 % Tuff, 6 % Konglomeratgestein und 4 % Alluvionen; vorherrschende Bodentypen sind Luvisol (82 %) und Phaeozem (18 %). Etwa 52 % der Gemeindefläche dienen dem Ackerbau, 23 % sind bewaldet, 20 % sind von Weideland eingenommen.
Das Municipio Nicolás Ruiz grenzt an die Municipios Totolapa und Venustiano Carranza.

## Bevölkerung
Beim Zensus 2010 wurden im Municipio 4317 Menschen in 895 Wohneinheiten gezählt. Davon wurden 53 Personen als Sprecher einer indigenen Sprache registriert, darunter 50 Sprecher des Tzotzil. Knapp 22 Prozent der Bevölkerung waren Analphabeten. 1247 Einwohner wurden als Erwerbspersonen registriert, wovon gut 92 % Männer bzw. 10 % arbeitslos waren. Gut 55 % der Bevölkerung lebten in extremer Armut.

## Orte
Das Municipio Nicolás Ruiz umfasst drei bewohnte localidades, von denen nur der Hauptort vom INEGI als urban klassifiziert ist.
| Ort          | Einwohner |
| Nicolás Ruiz | 4277      |
| El Potrero   | 0039      |
| Guapinol     | 0001      |